# Liste de musées en Corée du Nord
Ci-dessous une liste de musées en Corée du Nord.

## Liste
- Exposition internationale de l'amitié
- Salon d'exposition Kimilsungia et Kimjongilia
- Musée d'art coréen
- Musée central d'histoire de Corée
- Musée du folklore coréen
- Musée de la révolution coréenne
- Korean Stamp Museum
- Metro Construction Museum
- Musée des armes et équipement de l'armée cooréenne
- Musée de la paix de Corée du Nord
- Musée de la fondation du Parti
- Revolutionary Museum of the Ministry of the People's Armed Forces
- Musée des atrocités de guerre américaines
- Exposition des trois révolutions
- USS Pueblo (AGER-2)
- Musée de la guerre victorieuse
- National Gift Exhibition